# 熊野神社 (和光市)
熊野神社（くまのじんじゃ）は、埼玉県和光市の神社。

## 歴史
創建年代は不明である。ただ当寺の別当寺だった清龍寺の開山年が830年（天長7年）であること、中世に熊野権現の信仰が高まっていることから、その頃に創建されたものと推測される。なお当社公式サイトでは「社伝によると、およそ１千年前といわれている。」としている。
江戸時代後期の地誌『新編武蔵風土記稿』によると、かつての下白子村の鎮守は「氷川社」であった。しかし熊野信仰の高まりにより、次第に当社の方が鎮守とみなされるようになった。氷川社は地福寺のそばにあったという。
1872年（明治5年）、近代社格制度に基づく「村社」に列せられ、氷川社を合祀した。

## 文化財
- 白子熊野神社富士塚（和光市指定文化財 令和5年9月21日指定）[3]

## 交通アクセス
- 成増駅より徒歩16分。